# Кевін Акпогума
Кевін Акпогума (нім. Kevin Akpoguma, нар. 19 квітня 1995, Нойштадт) — німецький футболіст нігерійського походження, захисник клубу «Гоффенгайм 1899».

## Клубна кар'єра
Народився 19 квітня 1995 року в місті Нойштадт в родині нігерійця і німкені. Розпочав займатись футболом в Шпаєрі (SpVgg RW 1921 Speyer і SV SW 1934 Speyer), після чого тренеувався у юнацьких клубах FC Bavaria Wörth і FC Neureut 08, а влітку 2007 року опинився в молодіжній команді «Карлсруе СК».
З сезону 2010/11 зіграв два роки в Бундеслізі U-17 (47 ігор, 9 голів). У сезоні 2012/13 увійшов до складу команди U-19, а також став залучатись до матчів першої команди в Третій лізі, дебютувавши на професійному рівні 10 листопада 2012 року у домашній грі проти «Дармштадта 98» (2:0). 26 січня 2013 року Акпогума забив гол в матчі проти «Оснабрюка» (3:2), ставши наймолодшим автором голу в історії ліги у віці 17 років і 282 дні.
Влітку 2013 року перейшов у клуб Бундесліги «Гоффенгайм 1899», підписавши контракт терміном до 30 червня 2017 року, який був продовжений у квітні 2015 року ще на два роки, до 2019 року. Протягом двох перших сезонів Кевін виступав виключно за дубль команди, а влітку 2015 року був відданий в оренду в клуб Другої Бундесліги «Фортуна» (Дюссельдорф), де провів два сезони.
Повернувшись у «Гоффенгайм 1899», 22 жовтня 2017 року Акпогума дебютував у Бундеслізі в грі проти «Вольфсбурга» (1:1), коли він вийшов на заміну на 46-й хвилині замість Стефана Поща. 26 листопада 2017 року Кевін забив автогол у зустрічі з «Гамбургом», який став ювілейним тисячним автоголом в історії Бундесліги. Станом на 14 вересня 2018 року відіграв за гоффенгаймський клуб 24 матчі в національному чемпіонаті.

## Виступи за збірні
2011 року дебютував у складі юнацької збірної Німеччини, взяв участь у 43 іграх на юнацькому рівні, відзначившись 4 забитими голами. У складі збірної до 17 років Акпогума став фіналістом юнацького чемпіонату Європи 2012 року у Словенії, а за два роки зі збірною до 19 років став переможцем юнацького чемпіонату Європи 2014 року в Угорщині.
З вересня 2014 року став виступати у складі молодіжної збірної Німеччини U-20 і в статусі капітана брав участь в молодіжному чемпіонату світу 2015 року в Новій Зеландії, забивши гол у матчі групового етапу з Узбекистаном (3:0) і дійшовши до чвертьфіналу. Всього на молодіжному рівні зіграв у 21 офіційному матчі, забив 1 гол.

## Досягнення
- Юнацький чемпіон Європи (U-19): 2014
- Золота медаль Фріца Вальтера: 2013[11] (найкращий німецький гравець U-18)